# Trial de Sant Llorenç 1997
L'edició de 1997 del Trial de Sant Llorenç fou la 31a d'aquesta prova, organitzada pel Motor Club Terrassa. El trial era la primera i segona prova del Campionat del Món d'aquell any i tingué lloc el cap de setmana del 5 i 6 d'abril a Sant Fruitós de Bages. Hi participaren vora 50 pilots, els quals hagueren de superar 14 zones repartides al llarg d'un recorregut que calia completar 2 vegades.
Després d'un parèntesi de dos anys, el Trial de Sant Llorenç tornava a ser puntuable per al mundial. En aquesta ocasió, les zones varen ser considerades força difícils pels pilots. El diumenge, Kenichi Kuroyama s'imposava als favorits i esdevenia així el primer japonès a guanyar una prova del mundial.

## Classificació primer dia
| Posició | Pilot             | Motocicleta | Punts |
| ------- | ----------------- | ----------- | ----- |
| 1       | Dougie Lampkin    | Beta        | 37    |
| 2       | Marc Colomer      | Montesa     | 47    |
| 3       | Jordi Tarrés      | Gas Gas     | 64    |
| 4       | Takahisa Fujinami | Honda       | 76    |
| 5       | David Cobos       | Gas Gas     | 77    |
| 6       | Graham Jarvis     | Scorpa      | 80    |
| 7       | Amós Bilbao       | Gas Gas     | 82    |
| 8       | Bruno Camozzi     | Gas Gas     | 82    |
| 9       | Kenichi Kuroyama  | Beta        | 83    |
| 10      | Gabriel Reyes     | Montesa     | 88    |

## Classificació segon dia
| Posició | Pilot             | Motocicleta | Punts |
| ------- | ----------------- | ----------- | ----- |
| 1       | Kenichi Kuroyama  | Beta        | 30    |
| 2       | Marc Colomer      | Montesa     | 31    |
| 3       | Dougie Lampkin    | Beta        | 34    |
| 4       | David Cobos       | Gas Gas     | 36    |
| 5       | Gabriel Reyes     | Montesa     | 49    |
| 6       | Takahisa Fujinami | Honda       | 52    |
| 7       | Jordi Tarrés      | Gas Gas     | 54    |
| 8       | Joan Pons         | Gas Gas     | 56    |
| 9       | Amós Bilbao       | Gas Gas     | 61    |
| 10      | Joan Pons         | Gas Gas     | 65    |